# 沃思湖海灘
沃思湖海灘（英語：Lake Worth Beach），前稱莱克沃思（英語：Lake Worth），是美国佛罗里达州下属的一座城市。建立于1912年。面积约 为16.7平方公里（约合6.5平方英里）。根据2010年美国人口普查，该市有人口34,910人。论人口在本州排行第 73。

## 外部連結
- Lake Worth Beach official city website （页面存档备份，存于）
- Lake Worth Herald website （页面存档备份，存于）
- Boynton Beach Historical Society archive of newspapers, includes the Lake Worth Herald (1912-1970) （页面存档备份，存于）
- Lake Worth Herald archive (2010-present) （页面存档备份，存于）